# Music of the Sun
Music of the Sun é o álbum de estreia da cantora barbadense Rihanna, lançado a 12 de agosto de 2005 nos Estados Unidos e a 29 do mesmo mês no Reino Unido e Portugal através da editora discográfica Def Jam Recordings. As gravações iniciaram-se em fevereiro de 2005, após a assinatura do contrato com a organização musical, estendendo-se a um período de três meses com término em maio do mesmo ano. A sua produção esteve a cargo de Carl Sturken, Evan Rogers, D. "Supa Dups" Chin-quee, Full Force, Poke & Tone, Stargate, Spanador, Vada Nobles, creditando ainda The Carter Administration como produtora executiva, e a dupla Sturken e Rogers na co-produção. O disco inclui participações vocais de J-Status, Vybz Kartel e Kardinal Offishall, com a colaboração especial de Elephant Man na faixa bónus.
Após a sua viagem para Nova Iorque, acompanhada pela sua mãe, a cantora teve a oportunidade de gravar algumas faixas demo para serem enviadas para algumas editoras. A produção das maquetas demorou um ano e aos 16 anos de idade, a artista tinha contrato assinado com a Syndicated Rhythm Productions, que distribuíram as cassetes para várias editoras discográficas mundiais em 2004. A primeira resposta veio da parte do rapper Jay-Z que ouviu uma das provas gravadas pela barbadense, e junto com L.A. Reid, fizeram-lhe uma audição. O resultado foi o compromisso com a editora discográfica e a gravação de Music of the Sun, inspirado pela música caribenha, como soca, dancehall e reggae, mas incorporando também outros géneros mais norte-americanos, incluindo o dance-pop e R&B. A barbadiana explicou o conceito por detrás da escolha do título para o seu projeto de estreia, afirmando que o sol é representante da cultura caribenha da sua terra natal, bem como a sua pessoa e que o álbum é composto por músicas da sua herança.
A receção crítica do disco foi mista, pois alguns analistas destacaram a inspiração dancehall e caribenha que as faixas transmitiam, mas outros criticaram alguma da produção. Na primeira semana nos Estados Unidos, estreou na décima posição da tabela musical Billboard 200, compilada pela revista Billboard. No Canadá conseguiu alcançar o sétimo lugar, e esteve entre os quarenta registos mais vendidos da Alemanha, Nova Zelândia, do Reino Unido e da Suíça. Devido ao seu desempenho comercial, Music of the Sun acabou por ser certificado com disco de platina pela Music Canada e de platina pela norte-americana Recording Industry Association of America (RIAA) e britânica British Phonographic Industry (BPI). Mundialmente, o álbum vendeu mais de dois milhões de cópias.
Para promover o álbum de originais, foi lançado o single de avanço "Pon de Replay", que alcançou a segunda posição da Billboard Hot 100 e liderou na tabela musical da Nova Zelândia. Na Europa, conseguiu atingir as dez primeiras posições de vários outros países, como a Alemanha, Áustria, Dinamarca, Irlanda, Noruega, o Reino Unido, e Suíça. Na Austrália conseguiu chegar ao sexto lugar da ARIA Singles Chart, e posteriormente a Australian Recording Industry Association (ARIA) certificou a faixa com disco de platina, pelas mais de 70 mil descargas digitais vendidas. A RIAA também atribuiu um galardão platinado à canção. Seguiu-se "If It's Lovin' that You Want, que teve um desempenho comercial mais contido que o seu antecessor, conseguindo ficar entre as vinte músicas mais vendidas da Austrália, Irlanda, Nova Zelândia, dos Países Baixos, do Reino Unido e da Suíça.

## Antecedentes e concepção

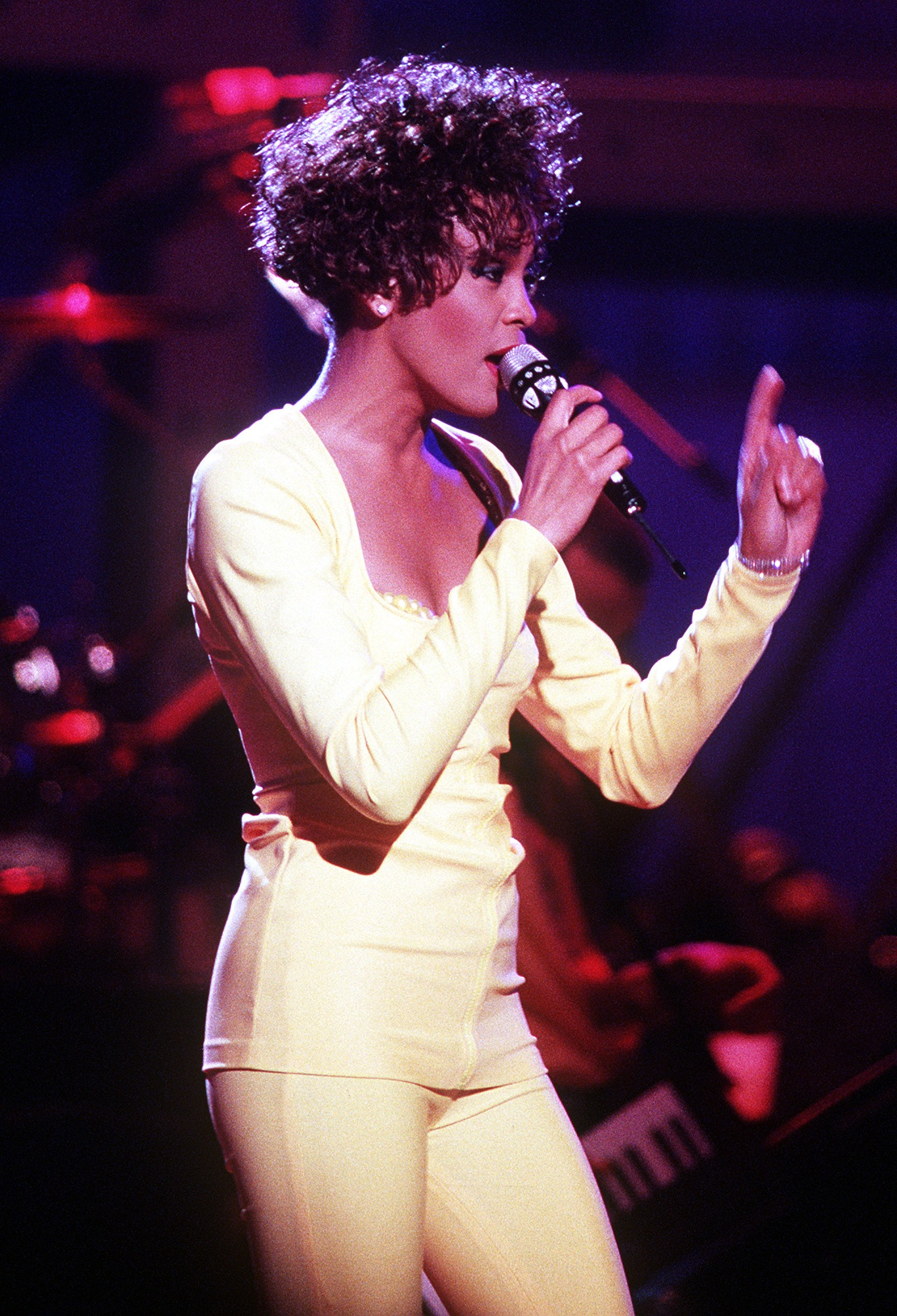
Rihanna cantou "For the Love of You" de Whitney Houston (foto) numa audição para o ex-director da Def Jam Jay-Z.

Antes de assinar um contracto discográfico com a Def Jam Recordings, Rihanna foi descoberta no seu país natal em Barbados pelo produtor Evan Rogers. Os dois conheceram-se em dezembro de 2003 através de amigos em comum da jovem e da esposa de Rogers, enquanto o casal estava a passar férias na ilha. Depois do primeiro encontro, a cantora acompanhou o produtor até ao seu quarto de hotel e afirmou que sempre quis cantar e atuar. A artista interpretou "Emotion" do grupo Destiny's Child e "Hero" de Mariah Carey. Evan ficou impressionado com a habilidade vocal de Rihanna, e tratou de todos os detalhes para que a cantora fosse direta para Nova Iorque, onde acompanhada pela sua mãe, teve a oportunidade de gravar algumas faixas demo para serem enviadas para algumas editoras. A produção das maquetas demorou um ano, devido à disponibilidade da jovem em gravar apenas durante as férias escolares. Aos 16 anos de idade, Fenty tinha contrato assinado com a Syndicated Rhythm Productions, que distribuíram as cassetes para várias editoras discográficas mundiais em 2004. A primeira resposta veio da parte do rapper Jay-Z que ouviu uma das provas gravadas pela barbadense, e junto com L.A. Reid, fizeram-lhe uma audição. Numa entrevista com o jornal The Guardian, Rihanna explicou como se sentia em relação à experiência:

Antes de entrar na sala foi quando fiquei realmente nervosa. Eu estava do tipo, 'Oh Deus, ele está ali mesmo, não posso olhar, não posso olhar, não posso olhar!' Lembro-me perfeitamente de estar em silêncio. Era muito tímida. Estive com frio o tempo todo. Tinha borboletas [na barriga]. Estava sentada em frente ao Jay-Z. Do tipo, Jay-Zee. Estava vidrada.
Durante a oitiva, a cantora interpretou a sua versão de "For the Love of You" por Whitney Houston, "Pon de Replay" e "The Last Time", em que as últimas duas músicas acabaram por ser incluídas no alinhamento do seu disco de estreia, Music of the Sun. Inicialmente, o rapper estava cético sobre a contratação da artista, porque sentiu que "Pon de Replay" era muito grandiosa para a mesma, afirmando que "quando uma música é assim tão grande, é difícil [para um novo artista] voltar. Eu não contrato canções, mas sim músicos". O resultado da auditoria foi a assinatura de um contrato de seis discos com a Def Jam Recordings em fevereiro de 2005, no mesmo dia, em que Jay-Z deixou claro que não queria que a cantora saísse sem rubricar a folha: "Existem apenas duas maneiras de sair. Pela porta quando assinares este contrato. Ou pela janela...", afirmou o músico. Após o compromisso selado com a editora, a artista cancelou outras reuniões com concorrentes e mudou-se para Nova Iorque para viver com Rogers e a sua mulher. A barbadiana explicou o conceito por detrás da escolha do título para o seu projeto de estreia, afirmando que o sol é representante da cultura caribenha da sua terra natal, bem como a si mesma e que o álbum é composto por músicas da sua herança.

## Gravação e composição
Depois de assinar contrato com a Def Jam em fevereiro de 2005, a cantora começou a trabalhar no seu disco de estreia com vários produtores incluindo Carl Sturken, Evan Rogers, Stargate e Poke & Tone. Porém, o trabalho foi produzido na sua maioria por Sturken e Rogers, que já tinham acompanhado o processo de gravação das maquetas de demonstração. O projeto foi concluído num período de três meses, mais precisamente de fevereiro a maio de 2005. Contudo, Rihanna afirmou que da primeira vez que ouviu "Pon de Replay", não quis gravá-la porque sentiu que era "simples", mas revelou que começou a gostar da melodia no final do processo de arranjo. Depois de decidido o título do disco, a cantora gravou a faixa-título, cuja composição foi elaborada por Evan Rogers, Carl Sturken e pela própria. A jovem artista desenvolveu as suas capacidades líricas com a ajuda da dupla Carl Sturken e Evan Rogers, tendo co-escrito mais outras três faixas. Em 2005, numa entrevista com o sítio Kidzworld, a artista explicou como a dupla a ajudou a desenvolver as suas habilidades de escrita musical, ao falar de Rogers e Sturken, que já tinham trabalhado com outros nomes da indústria, incluindo Britney Spears, Christina Aguilera e Kelly Clarkson:

Felizmente encontrei dois produtores que me descobriram em primeiro lugar e juntaram-me à sua companhia de produção, a Syndicated Rhythm Productions. Eles trabalham com um monte de artistas pop como Britney Spears, Christina Aguilera, Kelly Clarkson, Ruben Studdard. São fantásticos, e gostei realmente de trabalhar com eles. São compositores excelentes, pois ajudaram-me muito a desenvolver o meu próprio estilo de composição.
Music of the Sun foi inspirado pela música caribenha, como soca, dancehall e reggae, mas incorporando também outros géneros mais norte-americanos, incluindo o dance-pop e R&B. O single de avanço "Pon de Replay" foi composta e produzida por Vada Nobles, Evan Rogers e Carl Sturken, com auxílio de Alisha Brooks na escrita. Musicalmente, a canção incorpora géneros como dance-pop, R&B e dancehall. Liricamente, é um pedido para que o DJ reproduza a batida favorita da protagonista, bem como aumente o entusiasmo e chame o público para dançar. "The Last Time", escrita e produzida por Rogers e Sturken, é uma balada acústica dirigida pelo som de guitarra, enquanto que "Now That I Know" utiliza instrumento de cordas nos seus arranjos. A segunda faixa de trabalho do álbum, "If It's Lovin' that You Want", foi escrita por Samuel Barnes, Scott La Rock, Makeba Riddick, Jean-Claude Oliver e Lawrence Parker e produzida pela dupla norte-americana Poke & Tone. Descrita por Rihanna como "divertida", a obra incorpora elementos de estilo pop e R&B. Liricamente, mostra como uma mulher demonstra a um rapaz que é a rapariga certa para ele, caso este queira ser amado. Foi realizada uma remistura como sequela do tema, intitulada "If It's Lovin' That You Want – Part 2", que inclui vocais do rapper Cory Gunz e que foi incluída no segundo álbum da artista, A Girl like Me. Em conjunto com Rogers e Sturken, a equipa norueguesa Stargate co-escreveu e co-produziu "Let Me", que aparece como nona faixa do alinhamento do trabalho. Music of the Sun contém ainda uma versão de "You Don't Love Me (No, No, No)" do jamaicano Dawn Penn, e conta com a colaboração de Vybz Kartel.

## Receção pela crítica
| Críticas profissionais | Críticas profissionais |
| Avaliações da crítica  | Avaliações da crítica  |
| Fonte                  | Avaliação              |
| ---------------------- | ---------------------- |
| Allmusic               | [ 10 ]                 |
| Entertainment Weekly   | (C)                    |
| PopMatters             | [ 18 ]                 |
| Rolling Stone          | [ 19 ]                 |
| Slant Magazine         | [ 20 ]                 |
| Território da Música   | [ 21 ]                 |
| The Jamaica Observer   | [ 22 ]                 |
| The New York Times     | (mista)                |
| Sputnikmusic           | [ 24 ]                 |

Após o seu lançamento, o álbum recebeu críticas mistas por parte dos profissionais. Jason Birchmeier da Allmusic prezou o trabalho desenvolvido e concedeu três estrelas e meia de cinco possíveis, afirmando que apresenta a artista como "cativante". Birchmeier considerou que Rihanna conseguiu distinguir-se do estilo de dança de outros tipos de cantoras pop, como Ashanti, Beyoncé Knowles e Ciara. Contudo, o analista afirmou que no geral, "a consistência não está presente entre os seus atributos, mas felizmente apanha o ritmo até ao final... o resultado é um dos álbuns urbanos e dance-pop mais envolventes do ano". Ao contrário de Jason, Evan Serpick da revista Entertainment Weekly foi mais crítico e classificou como um projeto de nota C, complementando que a nível positivo, "os 17 anos de idade, os vocais vibrantes a flutuar em faixas como 'That La La La' e 'Let Me', mas esta estreia dancehall/R&B suave é preenchida com a colorida produção e arranjos sentimentais que bloqueiam Music of the Sun".
Liam Colle do sítio PopMatters atribuiu cinco estrelas de dez permitidas, afirmando que "ao deparar-se pela primeira vez com Rihanna no vídeo" sentiu-se "complementado": "De calças largas adequadas aos seus vocais caribenhos, parecia tudo perfeito (talvez demasiado perfeito)". Colle considerou que o disco era "uma mistura suave e sintética". Barry Walters da publicação Rolling Stone classificou o CD com duas estrelas e meia e afirmou que "faltava o factor de repetição, ingenuidade e o ritmo do single com os "soluços vocais genéricos e a frescura" do R&B dos Estados Unidos a inficionar sob "o seu charme caribenho". Sal Cinquemani da Slant Magazine atribuiu a mesma pontuação que Walters, realçando que o disco é um "excesso de R&B adolescente" e adjetivou "Pon de Replay" como "uma mistura entre o pop e o dancehall", concluindo a sua análise com uma comparação à música "Baby Boy" de Beyoncé.
Livia Orsini Taffo, da página on-line Território da Música, atribuiu quatro estrelas de cinco máximas e considerou que a cantora "destacava-se" como uma nova aposta num "universo musical que está cada vez mais saturado". Taffo adjectivou ainda o disco como forte, criativo e dedicado, "com influências como Beyoncé, Alicia Keys e Mariah Carey. Por fim, a analista concluiu escrevendo que "tudo se pode encaixar perfeitamente em 'Music Of The Sun', desde um clima a dois, a uma festa mais tranquila e até agitada". Chantal Jenoure do periódico The Jamaica Observer deu três estrelas e meia e prezou a composição dancehall e hip-hop em algumas canções, incluindo "Pon de Replay", "Rush", "Let Me", "Music of the Sun" e "That La La La", confidenciando que fazem com que o ouvinte se sinta "feliz" e "despreocupado". Kelefa Sanneh do The New York Times fez uma análise mista sobre o disco, elogiando a artista pela combinação dos géneros dancehall e reggae com os mais populares. Sanneh observou que a mistura dos estilos resultou no facto de "Pon de Replay" ser "uma das faixas melhores e sedutoras para discotecas". No entanto, a editora afirmou que a cantora parece "encalhada", quando não há uma batida para cantar em conjunto. Jake Taylor do portal Sputnikmusic deu dois pontos e meio de avaliação a Music of the Sun, afirmando que "não é surpreendente, nem terrivelmente mau". Taylor afirmou ainda que "mesmo com o cheiro a comercialismo, há um grande número de momentos em que a música escrita por Sturken Rogers, e nuances vocais de Rihanna, andam de mãos dadas para fazer obras que podem ser muito bem aproveitadas".

## Singles
Para primeiro single do álbum foi escolhida "Pon de Replay", canção composta e produzida por Vada Nobles, Evan Rogers e Carl Sturken, com auxílio de Alisha Brooks na escrita. A sua gravação foi concluída nos estúdios The Loft Recording Studios em Nova Iorque. O seu lançamento ocorreu a 24 de maio de 2005 nos Estados Unidos em disco de vinil pela Def Jam, mais tarde, foi enviado para as rádios norte-americanas a 14 de junho do mesmo ano. A 2 de agosto do mesmo ano, foi disponibilizado na iTunes Store em formato digital, e na Europa, foi comercializado em vinil e CD single, incluindo remisturas e ainda o teledisco oficial.
A nível musical, a canção deriva de origens estilísticas de dance-pop e R&B, que infunde som electrónico com uma mistura de suave de ritmos caribenhos. A obra obteve um desempenho comercial positivo, conseguindo chegar à segunda posição da Billboard Hot 100 dos Estados Unidos. Contudo, foi na Nova Zelândia que conseguiu escalar até ao topo da tabela musical do país. Na Europa, conseguiu atingir as dez primeiras posições de vários outros países, como a Alemanha, Áustria, Dinamarca, Irlanda, Noruega, o Reino Unido, e Suíça. Na Austrália conseguiu chegar ao sexto lugar da ARIA Singles Chart, e posteriormente a Australian Recording Industry Association (ARIA) certificou a faixa com disco de platina, pelas mais de 70 mil descargas digitais vendidas. A Recording Industry Association of America (RIAA) também atribuiu um galardão de platina à canção. O vídeo musical, dirigido por Little X, foi disponibilizado a 6 de julho de 2005 na loja da Apple, iTunes Store. As filmagens decorreram numa discoteca, onde chega a Rihanna com duas amigas, contudo, o grupo sente que a atmosfera parece estar sem brilho devido ao baixo volume da música (referência à letra da canção). Em 2006, na cerimónia de entrega de prémios anual Barbados Music Awards recebeu dois prémios nas categorias de Best Dance Single e Song of the Year. Venceu ainda um galardão em Best New Artist nos MTV Japan Video Music Awards.
A segunda faixa de trabalho extraída de Music of the Sun foi "If It's Lovin' that You Want", música escrita por Samuel Barnes, Scott La Rock, Makeba Riddick, Jean-Claude Oliver e Lawrence Parker com produção da dupla norte-americana Poke & Tone. A sua gravação decorreu em 2005, nos Bassmint Studios e The Loft Recording Studios, localizados em Bronxville, Nova Iorque. Deriva de origens estilísticas de pop e R&B, que infunde um som dançante com uma mistura de piano. Foi lançada digitalmente, fisicamente e em vinil a 28 de novembro de 2005 no Reino Unido. Quatro dias depois, foi disponibilizada na iTunes Store de vários países através de um conjunto de duas faixas, publicadas através da Def Jam Recordings. Após a sua edição, conseguiu ficar entre as vinte músicas mais vendidas da Austrália, Irlanda, Nova Zelândia, dos Países Baixos, do Reino Unido e da Suíça. Nos Estados Unidos, nomeadamente na tabela musical Billboard Hot 100, posicionou-se no 36.º lugar. O vídeo musical foi dirigido por Marcus Raboy e filmado numa das praias da Califórnia, em Malibu. O elemento dominante nas cenas é a diversão de Rihanna e a sua vontade em demonstrar as vibrações dos países caribenhos.

## Alinhamento de faixas
| N.º            | Título                                             | Compositor(es)                                                                                      | Produtor(es)                              | Duração |  |
| 1.             | "Pon de Replay"                                    | Alisha Brooks, Vada Nobles, Evan Rogers, Carl Sturken                                               | Rogers, Sturken, Nobles                   | 4:06    |  |
| 2.             | "Here I Go Again" (com J-Status)                   | Rogers, Sturken, J-Status, Robyn Fenty                                                              | Rogers, Sturken                           | 4:11    |  |
| 3.             | "If It's Lovin' that You Want"                     | Jean Claude Oliver, Samuel Barnes, Alaxsander Mosely, Scott Larock, Lawrence Parker, Makeba Riddick | Poke and Tone                             | 3:28    |  |
| 4.             | "You Don't Love Me (No, No, No)" (com Vybz Kartel) | Dawn Penn, Ellas McDaniel, Willie Cobbs                                                             | Rogers, Sturken, D. "Supa Dups" Chin-quee | 4:20    |  |
| 5.             | "That La, La, La"                                  | Full Force, Dernst Emile                                                                            | Full Force                                | 3:45    |  |
| 6.             | "The Last Time"                                    | Rogers, Sturken                                                                                     | Rogers, Sturken                           | 4:53    |  |
| 7.             | "Willing to Wait"                                  | Rogers, Sturken, Nathan Watts, Henry Redd, Cotton Greene, June Deniece Williams, Fenty              | Rogers, Sturken                           | 4:37    |  |
| 8.             | "Music of the Sun"                                 | Diane Warren, Rogers, Sturken, Fenty                                                                | Rogers, Sturken                           | 3:56    |  |
| 9.             | "Let Me"                                           | Mikkel S. Eriksen, Tor Erik Hermansen, Rogers, Sturken, Riddick                                     | Stargate, Rogers, Sturken                 | 3:56    |  |
| 10.            | "Rush" (com Kardinal Offishall)                    | Rogers, Sturken                                                                                     | Rogers, Sturken                           | 3:09    |  |
| 11.            | "There's My Thug In My Life" (com J-Status)        | E. Jordan, Rogers, Sturken                                                                          | Rogers, Sturken                           | 3:21    |  |
| 12.            | "Now I Know"                                       | Rogers, Sturken, Fenty                                                                              |                                           | 5:01    |  |
| Duração total: | Duração total:                                     | Duração total:                                                                                      | Duração total:                            | 42:87   |  |

| Faixa bónus internacional |                                            |                                 |                         |         |  |
| N.º                       | Título                                     | Compositor(es)                  | Produtor(es)            | Duração |  |
| 13.                       | "Pon de Replay (Remix)" (com Elephant Man) | Brooks, Nobles, Rogers, Sturken | Nobles, Rogers, Sturken | 3:37    |  |
| Duração total:            | Duração total:                             | Duração total:                  | Duração total:          | 52:20   |  |

| Faixa bónus no Reino Unido |                            |                 |                 |         |  |
| N.º                        | Título                     | Compositor(es)  | Produtor(es)    | Duração |  |
| 14.                        | "Should I?" (com J-Status) | Rogers, Sturken | Rogers, Sturken | 3:06    |  |
| Duração total:             | Duração total:             | Duração total:  | Duração total:  | 55:29   |  |

| Faixas bónus no Japão |                            |                        |                 |         |  |
| N.º                   | Título                     | Compositor(es)         | Produtor(es)    | Duração |  |
| 14.                   | "Should I?" (com J-Status) | Rogers, Sturken        | Rogers, Sturken | 3:06    |  |
| 15.                   | "Hypnotized"               | Rogers, Sturken, Fenty | Rogers, Sturken | 4:15    |  |
| Duração total:        | Duração total:             | Duração total:         | Duração total:  | 59:21   |  |

## Desempenho nas tabelas musicais
Após o seu lançamento mundial, Music of the Sun obteve um desempenho razoável nos mercados musicais. Nos Estados Unidos, estreou na décima posição da tabela musical Billboard 200 em 17 de setembro de 2005, permanecendo durante trinta e cinco edições. Entrou ainda no sexto lugar da R&B/Hip-Hop Albums e devido à sua prestação em território norte-americano, a Recording Industry Association of America (RIAA) certificou o projeto com disco de ouro com distribuições acima das 500 mil cópias. Em 23 de julho de 2010, tinha vendido no país mais de 609 mil unidades. No Canadá, o álbum debutou na sétima posição na Canadian Albums Chart, também em 17 de setembro do mesmo ano. Alguns meses após a edição, o trabalho de originais foi certificado pela Music Canada com platina pelas mais de 100 mil cópias faturadas.
O seu desempenho comercial foi moderado noutros países, comparando com os Estados Unidos e Canadá. No Reino Unido, o disco estreou na melhor posição conseguida, na 35ª da UK Albums Chart em 10 de outubro de 2005. Contudo, em 12 de maio de 2006, a British Phonographic Industry (BPI) atribuiu uma certificação de ouro pelas vendas superiores a 100 mil unidades em território britânico. Na Europa, atingiu o 38º na Suíça, e o 45º na Áustria e 90º na França. Conseguiu ainda entrar na lista dos quarenta mais vendidos de países como a Alemanha e Nova Zelândia. Mundialmente, o disco conseguiu obter vendas superiores a dois milhões de unidades distribuídas por todo o mundo.
| Tabela musical (2005)                         | Melhor posição |
| --------------------------------------------- | -------------- |
| Alemanha - Media Control Charts               | 31             |
| Austrália - ARIA Hitseekers Albums            | 18             |
| Austrália - ARIA Urban Albums                 | 26             |
| Áustria - Austrian Albums Chart               | 45             |
| Canadá - Canadian Albums Chart                | 7              |
| Estados Unidos - Billboard 200                | 10             |
| Estados Unidos - Billboard R&B/Hip-Hop Albums | 6              |
| França - French Albums Chart                  | 93             |
| Nova Zelândia - New Zealand Albums Chart      | 26             |
| Países Baixos - Album Top 100                 | 26             |
| Reino Unido - UK Albums Chart                 | 35             |
| Suíça - Schweizer Hitparade                   | 38             |
| Tabela musical (2006)                         | Melhor posição |
| Países Baixos - Mega Album Top 100            | 98             |
| Tabela musical (2011)                         | Melhor posição |
| França - French Albums Chart                  | 178            |

| País           | Provedor     | Certificação |
| -------------- | ------------ | ------------ |
| Canadá         | Music Canada | Platina      |
| Japão          | RIAJ         | Ouro         |
| Nova Zelândia  | RMNZ         | Ouro         |
| Reino Unido    | BPI          | Ouro         |
| Estados Unidos | RIAA         | Platina      |

## Créditos
O álbum atribui os seguintes créditos:

### Músicos
- Rihanna – vocalista principal, composição;
- Rob Mounsey – arranjos/condução;
- Full Force  – vocais de apoio;
- Carl Sturken  – composição, guitarra, teclado, piano;
- Evangeline Evelyn  – guitarra;
- Lawrence Glazener  – baixo;
- Avril Brown  – violino
- Kenneth Burward-Hoy  - violino;
- Yana Goichman  – violino;
- Ann Leathers  – violino;
- Cenovia Cummins  – violino;
- Jan Mullen  – violino;
- Elizabeth Nielson  – violino;
- Debra Shufelt  – violino;
- Marti Sweet  – violino;
- Uri Vodoz  – violino;
- Carol Wener  – violino;
- Stephanie Cum  – violoncelo;
- Richard Locker  – violoncelo;
- Mark Orrin Shuman  – violoncelo;
- Lian Truffle  – violoncelo;
- Tristan Hart  – viola;
- Vince Lionti  – viola;
- Sue Pray  – viola.

### Produção
- Produção executiva: Carl Sturken e Evan Rogers;
- Produção: Carl Sturken, Evan Rogers, Full Force, Poke & Tone, Spanador, Stargate, Supa Dups, Vada Nobles;
- Composição: Alisha Brooks, Vada Nobles, Evan Rogers, Carl Sturken, J-Status, Robyn Fenty, Jean Claude Oliver, Samuel Barnes, Alaxsander Mosely, Scott Larock, Lawrence Parker, Makeba Riddick, Dawn Penn, Ellas McDaniel, Willie Cobbs, Full Force, Dernst Emile, Nathan Watts, Henry Redd, Cotton Greene, June Deniece Williams, Diane Warren, Mikkel S. Eriksen, Tor Erik Hermansen;
- Engenharia: Al Hemberger, Matt Noble, Malcolm Pollack;
- Assistência de engenharia: Jason Agel, Roy Matthews, Alex Pinto;
- Produção vocal: Full Force, Evan Rogers;
- Produção vocal adicional: Full Force;
- Mistura: Jason Goldstein, Jason Groucott, Al Hemberger
- Masterização: Chris Gehringer;
- Artistas e repertório (A&R): Jay Brown, Adrienne Muhammad, Tyran "Ty Ty" Smith;
- Direcção de arte: Andy West;
- Design: Tai Linzie;
- Fotografia: Tai Linzie, Mark Mann, Ivan Otis.

## Histórico de lançamento
Music of the Sun foi lançado a 12 de agosto de 2005 na iTunes Store dos Estados Unidos através da Def Jam Recordings. O disco foi comercializado em formato físico a 30 de agosto no Canadá.
| País           | Data                  | Formato          | Editora discográfica |
| -------------- | --------------------- | ---------------- | -------------------- |
| Estados Unidos | 12 de agosto de 2005  | Descarga digital | Def Jam              |
| Reino Unido    | 29 de agosto de 2005  | Descarga digital | Mercury              |
| Portugal       | 29 de agosto de 2005  | Descarga digital | Def Jam              |
| Canadá         | 30 de agosto de 2005  | CD               | Universal Music      |
| Estados Unidos | 30 de agosto de 2005  | CD               | Def Jam              |
| Alemanha       | 5 de setembro de 2005 | CD               | Def Jam              |
| Portugal       | 15 de agosto de 2005  | CD               | Def Jam              |